# Hauskirchen
Hauskirchen là một thị trấn ở huyện Gänserndorf thuộc bang Niederösterreich nước Áo. Đô thị Hauskirchen có diện tích 22,04 km², dân số năm 2001 là 1265 người.